# Izba Zgromadzenia (Saint Lucia)
Izba Zgromadzenia – izba niższa dwuizbowego parlamentu Saint Lucia. Składa się z 17 lub 18 członków, kadencja trwa 5 lat.
17 członków Izby Zgromadzenia jest wybieranych bezpośrednio w okręgach jednomandatowych względną większością głosów (FTPT). Obradom Izby Zgromadzenia przewodniczy spiker, wybierany przez wszystkich członków parlamentu. W przypadku, gdy członkowie parlamentu wybiorą spikera spoza własnego grona, staje się on z urzędu osiemnastym członkiem Izby Zgromadzenia.
Do Izby Zgromadzenia kandydować mogą obywatele Wspólnoty Narodów zamieszkali na terytorium Saint Lucia i mający ukończone 21 lat. Wykluczone są osoby pełniące funkcje duchownych. Kandydaci muszą przedstawić poparcie sześciorga wyborców i złożyć depozyt w wysokości 250 dolarów wschodniokaraibskich. Depozyt przepada, jeśli kandydat zdobędzie mniej niż 1/8 głosów oddanych w jego okręgu.
Ostatnie wybory do Izby Zgromadzenia odbyły się 6 czerwca 2016. Obecną spikerką Izby Zgromadzenia jest Leonne Theodore-John, wybrana 12 lipca 2016.

## Źródło
- Saint Lucia – House of Assembly. Inter-Parliamentary Union, 13 lipca 2016. [dostęp 2016-07-30]. (ang.).